# Aston Martin V8 Vantage '05
L'Aston Martin V8 Vantage és un automòbil esportiu fabricat per Aston Martin l'any 2005. Actualment aquest model encara es troba en producció i a la venda per un preu d'aproximadament 180.000 €. El seu motor V8 que aporta una potència de 385CV, és capaç de fer que el Vantage acceleri de 0 a 100 km/h en 4.7 segons i la seva velocitat màxima està limitada a 290 km/h.

## Detalls del cotxe[3]
Es tracta d'un cupè biplaça amb el motor gairebé a la part central i que aporta 385 cavalls de potència directament a l'eix del darrere. Gràcies a les dimensions del seu xassís, el V8 Vantage gaudeix d'una gran estabilitat a altes velocitats. Amb aquest model es volia aconseguir esportivitat i elegància, per fer-ho, l'equip de dissenyadors encapçalat per Henrik Fisker va traçar unes línies bàsiques que no fossin difícils d'executar per l'equip d'enginyers. El frontal segueix essent el típic de l'empresa Aston i el motor V8 va ser redissenyat per l'equip d'enginyers.

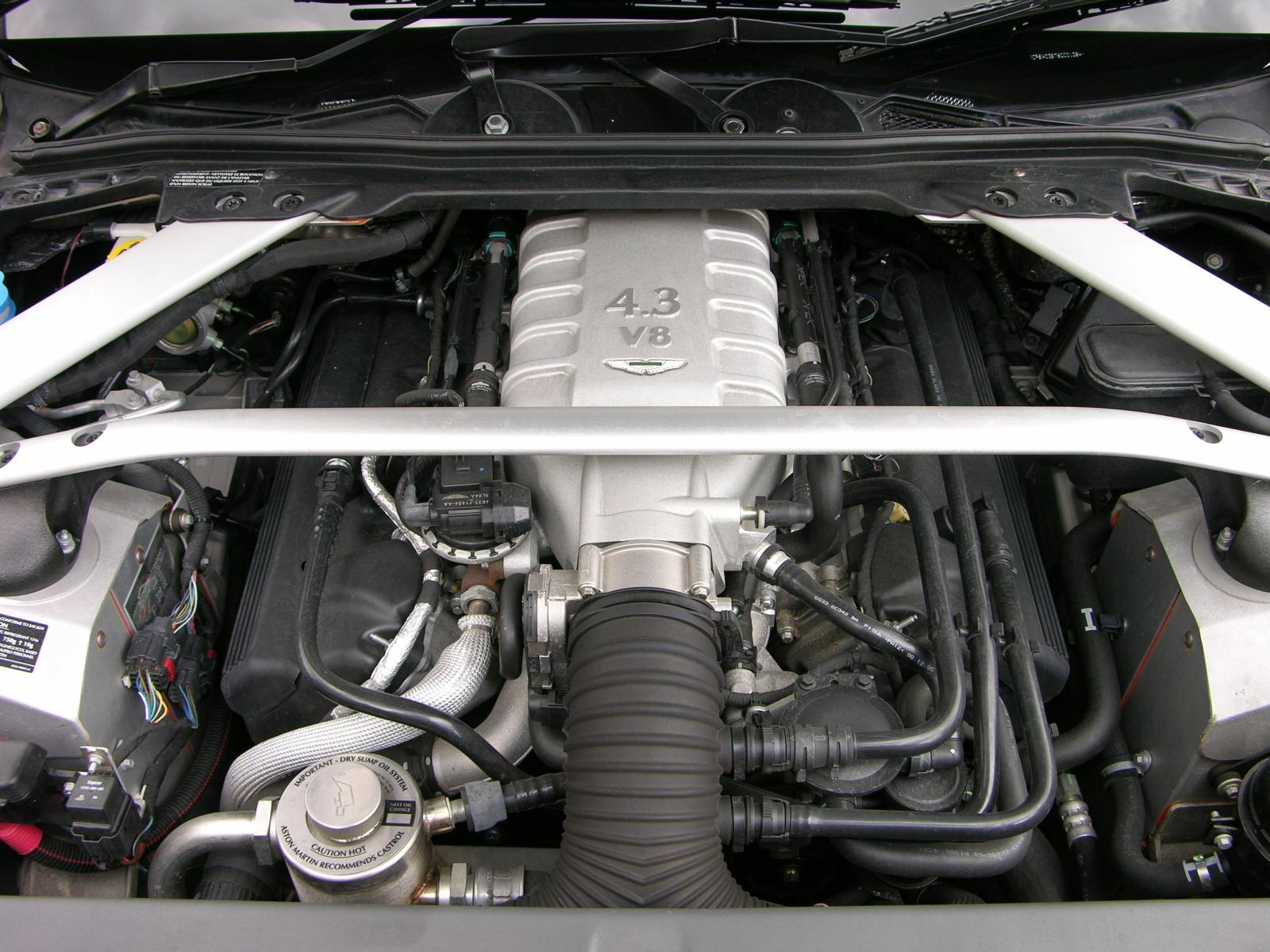
Imatge del motor V8 de 4.3 litres.

Aquest model hereva components del Vanquish i del DB9, sobretot pel que fa al xassís. Fabricat en alumini incorpora també moltes peces fetes en materials lleugers i avançats. Construït a la fàbrica de Gaydon, el V8 Vantage disposa d'un interior més elegant i atractiu que d'altres models de la marca britànica. Cuir de gran qualitat predomina en l'interior del cotxe, a més d'un gran nombre de peces fabricades en alumini, que aporten esportivitat i elegància.

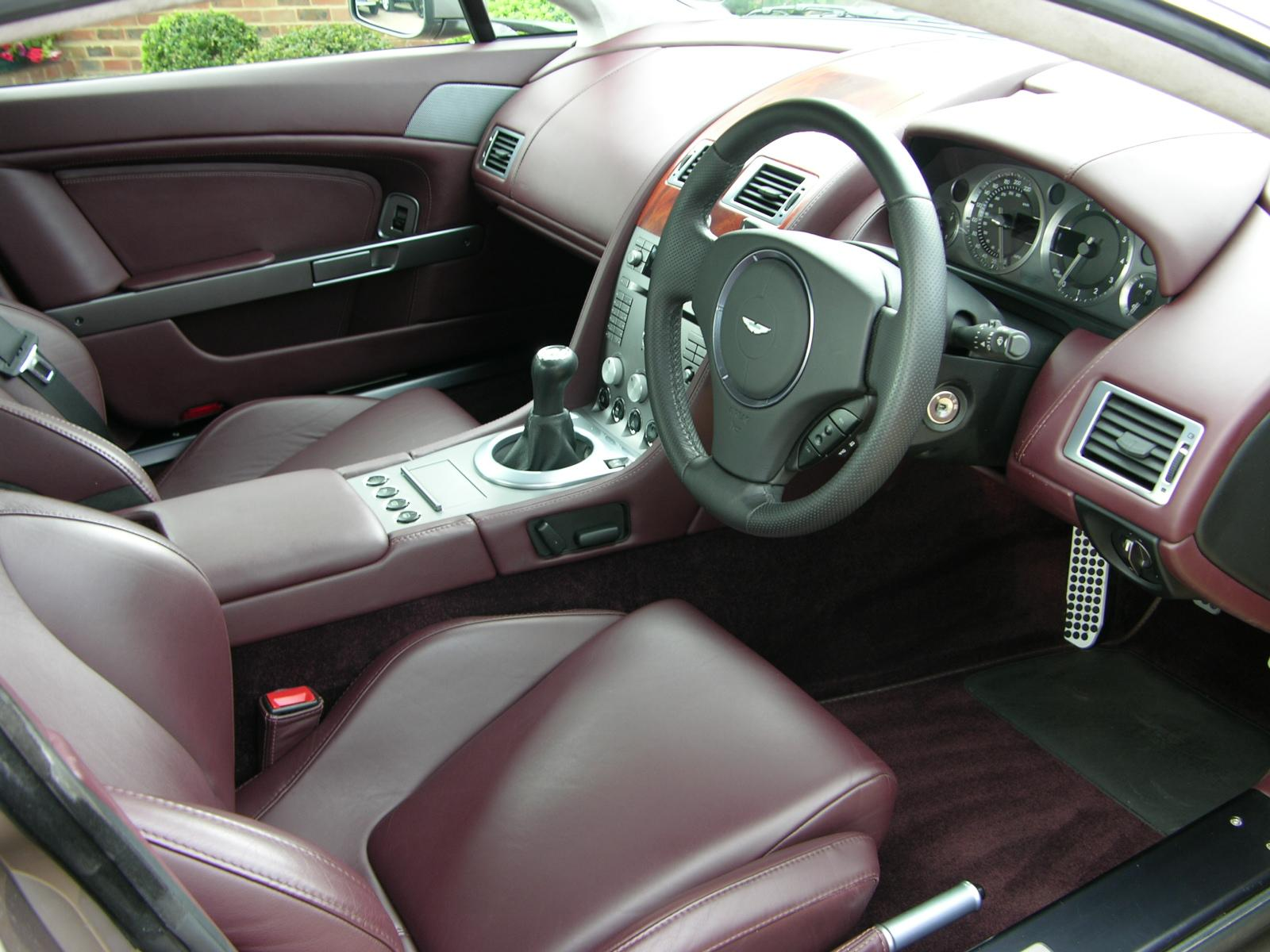
Interior del V8 Vantage.

La caixa de canvis Sportshift de 6 velocitats és manual i alhora automàtica, ja que disposa de dues palanques petites situades darrere el volant. Aquest cupè és un dels més cars en la seva categoria, altres models com el Corvette C6, l'Audi R8 o el Nissan GT-R són més barats i tenen la mateixa potència. El motor V8 del Vantage està situat a la part central davantera, per darrere de l'eix davanter i, el canvi de 6 velocitats es troba davant de l'eix del darrere. L'arbre de transmissió, situat entre el motor i la caixa de canvis, està fabricat en fibra de carboni. La suspensió del Vantage és independent en ambdós eixos. Duu frens ventilats de 355 mm de diàmetre a les rodes davanteres i de 330 mm a les del darrere. Les llandes de 19 polzades estan equipades amb unes mides de pneumàtics de 235/40 al davant i 275/35 al darrere.

## Equipament
L'Aston Martin V8 Vantage duu quatre airbag de sèrie, a més de control d'estabilitat, sensors de pressió als pneumàtics, climatitzador, seients ajustables en tapisseria de cuir, equip de so, connexió USB, alarma, sensors posteriors d'aparcament i altres dispositius. Els fars de xenó són opcionals, així com el programador de velocitat, els seients amb calefacció, els retrovisors exteriors plegables electrònicament, el navegador i la connexió Bluetooth